# Nicella granifera
Nicella granifera is een zachte koraalsoort uit de familie Ellisellidae. De koraalsoort komt uit het geslacht Nicella. Nicella granifera werd in 1865 voor het eerst wetenschappelijk beschreven door Kölliker. 